# Международна олимпиада по философия
Междурародната олимпиада по философия е състезание за ученици от средните училища. То е основано през 1993 г. от учители от България, Германия, Полша, Румъния и Турция.
Участниците в олимпиадата имат четири часа да напишат философско есе по една от четири теми на английски, френски или немски език, като избраният език трябва задължително да е различен от родния език на участника.
Първата олимпиада е проведена през 1993 в България, която е домакин и на олимпиадите през следващите две години. След 2001 г. състезанието получава признание и подкрепа от ЮНЕСКО, а организацията му се поема от Международната федерация на философските общества (FISP, Fédération Internationale des Sociétés de Philosophie).